# Септум (пірсинг)

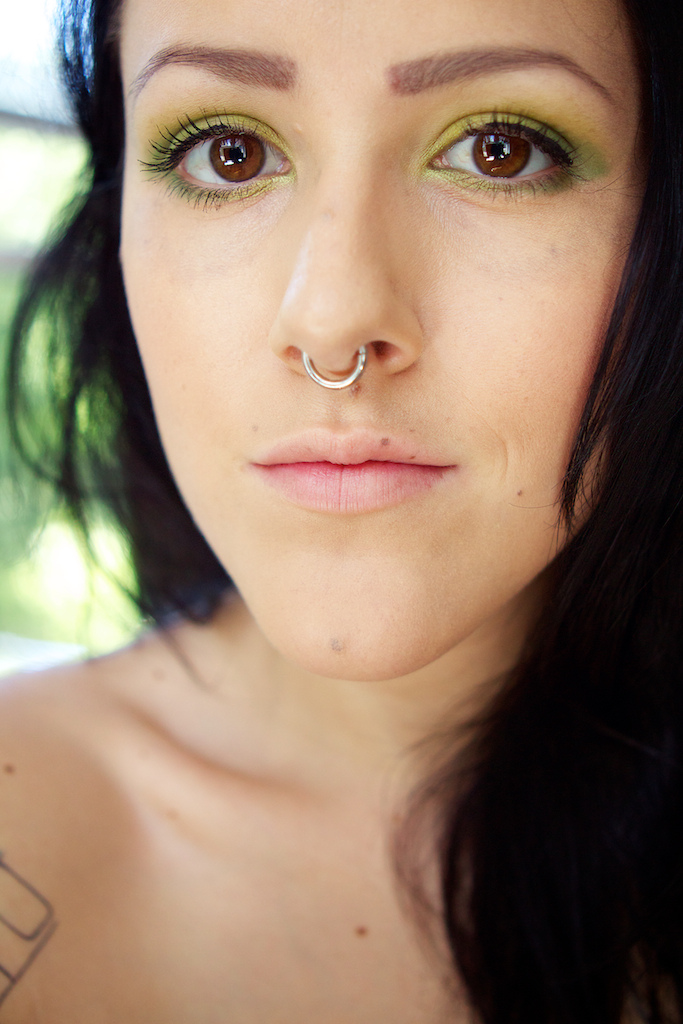
Жінка з пірсингом септума

Септум — це різновид пірсингу носа, при якому проколюють тканину перегородки між ніздрями. Найчастіше пірсинг роблять під носовим хрящем, хоча деякі пірсери проколюють і свій хрящ. Біль від проколювання варіюється від майже безболісного до дуже неприємного.  При такому виді пірсингу зазвичай використовують сережку у формі літери «U» (підкова), що дозволяє при необхідності перевернути прикрасу вгору і сховати її в ніздрях. Відразу після проколювання сережку не використовують. Замість сережки можна використати вигнуту штангу. Також можна використовувати кільця або шипи. 
Пірсинг септума (перегородки) був поширений серед корінних американців. Також нею прикрашають себе жителі Непалу, Індії та Тибету . 

## Символізм
Прикраси в носі, в різних країнах світу, використовуються ще з давніх часів. Вони несуть різний зміст і таємні символи, а також в декількох країнах вважаються способом ефективної боротьби з різними захворюваннями:
- Непал і Індія. Згідно аюрведичній медицині, ніс жінки пов'язаний зі станом органів її репродуктивної системи, тому за допомогою проколу в цих країнах намагаються допомогти впоратися з різними «жіночими» недугами і забезпечити максимально безболісне виношування малюка і легкі пологи
- Арабські країни. У цих країнах жінки носять пірсинг в знак поваги до них мужів і дітей, а також як символ благополуччя і достатку, примітно, що бачити прикрасу можуть тільки домашні мешканці, бо тільки вдома дівчина може не обтяжувати себе закутування в паранджу
- Африка. На цьому континенті люди максимально несхожі на увесь інший світ, жінки тут за допомогою проколів прикрашають своє тіло, намагаючись виглядати максимально привабливо, а чоловіки в деяких племенах використовують пірсинг для залякування ворога
- Австралія. Тут пірсинг є елементом ритуальних обрядів, серед чоловіків - це символ мужності, для дівчат таким чином настає період статевої зрілості